# Juice Crew
Juice Crew est un collectif de hip-hop américain fondé par le producteur et beatmaker Marley Marl vers le milieu des années 1980 à Queensbridge. Ses membres principaux étaient MC Shan, Big Daddy Kane, Roxanne Shanté, DJ Mr. Magic et Marley Marl lui-même.
La Juice Crew est connue pour avoir été engagée dans deux des premiers « beef » de l'histoire du rap : la Bridge Wars contre le collectif Boogie Down Productions (BDP) et la Roxanne Wars. La première a été causée par le single The Bridge de MC Shan, qui a reçu la réponse des BDP avec le morceau The Bridge is Over. La deuxième s'est déclenchée après la sortie du single Roxanne's Revenge de Roxanne Shanté en 1984, qui était une réponse aux single Roxanne Roxanne des UTFO et est considéré comme la première diss track de l'histoire du rap.

## Membres
- Marley Marl
- Roxanne Shanté
- Mr. Magic
- MC Shan
- Big Daddy Kane
- Kool G Rap